# Tinh vân Túi than
Tinh vân Túi than (tiếng Anh: Coalsack Nebula, Southern Coalsack, hay đơn giản là Coalsack) là tinh vân tối nổi bật nhất trên bầu trời, có thể dễ dàng nhìn thấy bằng mắt thường như là một mảng tối che khuất một phần nhỏ của Dải Ngân hà ở vùng cực nam trên bầu trời, phía đông Acrux (Alpha Crucis), là ngôi sao cực nam của chòm sao Nam Thập Tự. Nó trải dài khắp góc đông nam phạm vi của chòm sao Nam Thập Tự, ở khoảng cách gần như gấp hai lần so với từ Acrux đến Trái đất, 180 parsec (590 ly).

## Thông tin chung
Tinh vân Túi than bao phủ một khu vực gần như 7° x 5° và lấn sang các chòm sao bên cạnh Centaurus và Musca. Lần quan sát đầu tiên được ghi lại bởi Vicente Yáñez Pinzón vào năm 1499. Nó được Amerigo Vespucci đặt tên là "il Canopo fosco" (phiên bản tối của Canopus) và còn được gọi là "Macula Magellani" (đốm Magellan) hay "Black Magellanic Cloud" (đám mây tối Magellan) để đối lập với các đám mây Magellan.
Tinh vân này bị bỏ qua trong hầu hết các danh mục chuẩn ngày nay về Dải Ngân hà, chẳng hạn như Danh mục Chung Mới (New General Catalogue) và số hiệu phổ thông duy nhất của nó là C99, trong một danh mục khá chuyên dụng là Caldwell.

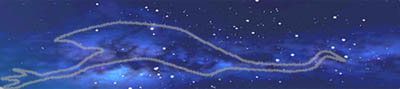
Hình ảnh con đà điểu trên bầu trời, là một chòm sao của thổ dân Úc bao gồm các đám mây đen thay vì các ngôi sao. Chòm sao Châu Âu ở bên phải là Nam thập tự và bên trái là Bò cạp. Phàn đầu của con đà điểu là Tinh vân Túi than.

Tinh vân Túi than trong thiên văn học của thổ dân Úc tạo thành đầu của con đà điểu trên bầu trời trong một số nền văn hóa thổ dân. Với những người Wardaman, nó được cho là đầu và vai của một người thực thi luật pháp theo dõi người dân để đảm bảo họ không vi phạm luật truyền thống. Theo một truyền thuyết do W. E. Harney kể lại, sinh vật này được gọi là Utdjungon và chỉ có việc tuân thủ luật bộ lạc mới có thể ngăn cản anh ta hủy diệt thế giới bằng một ngôi sao rực lửa. Cũng có một tài liệu tham khảo của Gaiarbau (1880) đề cập đến việc những chiếc túi than trông giống như vòng bora (một nghi lễ) trên Trái đất. Những vị trí thiên văn này là nơi các linh hồn tiếp tục nghi lễ tương tự như người Trái đất. Vì nơi diễn ra bora thường nằm trên các điểm la bàn theo hướng bắc/nam, túi than phía nam biểu thị vòng nơi diễn ra nghi lễ.
Trong nền thiên văn học Inca, tinh vân này được gọi là Yutu, có nghĩa là một con chim phương nam giống gà gô hoặc Tinamou.

## Hình ảnh

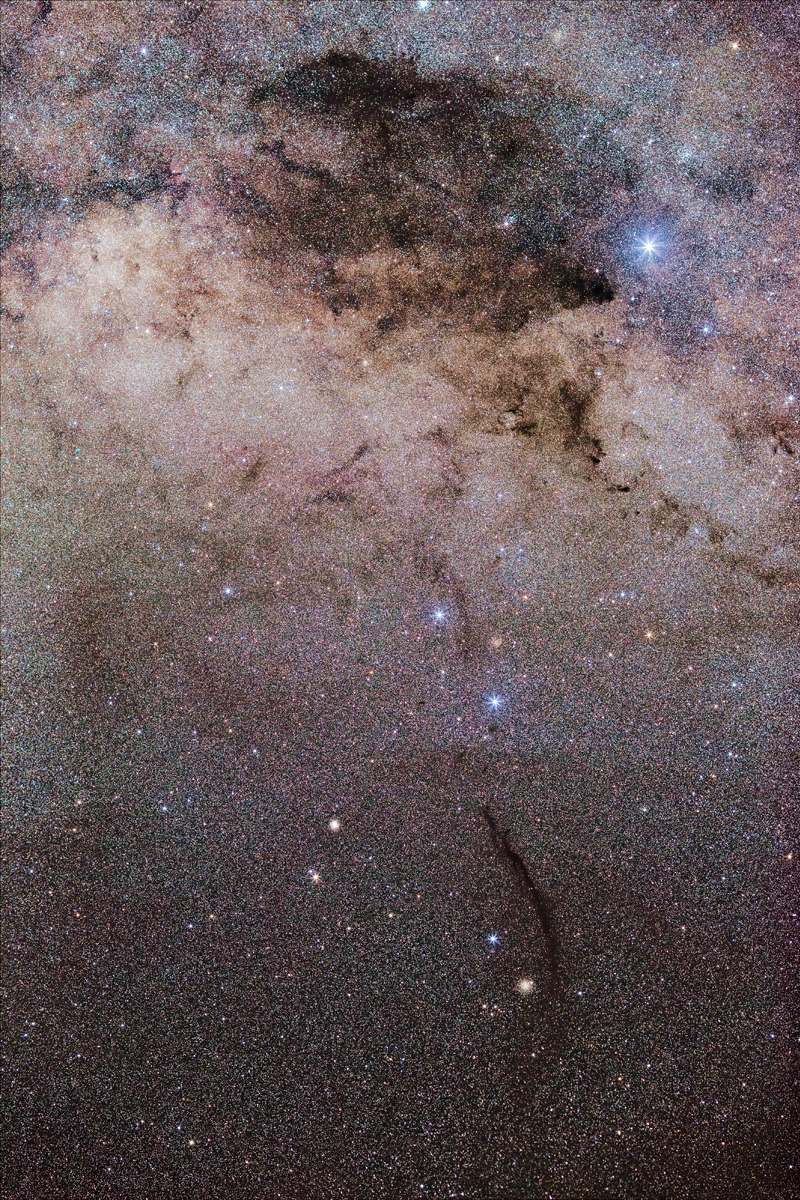
Tinh vân Túi than có thể thấy là vùng tối lớn ở phía trên trong bức ảnh